# Rougefay
Rougefay là một xã trong tỉnh Pas-de-Calais, vùng Hauts-de-France, Pháp.

## Địa lý
Rougefay có cự ly khoảng 32 dặm (51 km) phía tây Arras, tại giao lộ của các tuyến đường D110 và D102.

## Dân số
| 1962                                                              | 1968 | 1975 | 1982 | 1990 | 1999 | 2006 |
| ----------------------------------------------------------------- | ---- | ---- | ---- | ---- | ---- | ---- |
| 171                                                               | 173  | 171  | 147  | 130  | 115  | 110  |
| Số liệu điều tra dân số tính từ năm 1962, dân số chỉ tính một lần |      |      |      |      |      |      |

## Địa điểm nổi bật
- The 19th century church.
- Saint-Anne’s chapel.